# Вулиця Костанді
Ву́лиця Коста́нді — вулиця у Київському районі Одеси, названа на честь відомого українського художника грецького походження Костянтина Костанді. Вона поєднує такі місцевості міста, як Великий Фонтан та Селище Таїрова і є центральною вулицею місцевості Дерибасівка.
Вулиця простягається зі сходу на захід вулиці. Вона починається з Фонтанської дороги майже біля узбережжя Чорного моря і закінчується, перетинаючись з вулицею Сім'ї Глодан.
На вулиці розташовані будинки приватного сектору, декілька крамниць, сауна, аптека, два дитячих оздоровчих заклади — «Юний судоремонтник» і «Казковий», а також Шкірно-венерологічний диспансер № 3. Вулиця виникла ще у XIX столітті, як головна вулиця села Дерібасівка, за радянських часів отримала свою нинішню назву.